# Barázdabillegető
A barázdabillegető (Motacilla alba) a madarak osztályának verébalakúak (Passeriformes) rendjébe és a billegetőfélék (Motacillidae) családjába tartozó faj.
Lettország nemzeti madara.

## Előfordulása
Európában, Ázsiában és Észak-Afrikában költ, télen délebbre vonul. Törzsalakja (az európai alfaj) a Kárpát-medencében rendszeres fészkelő, a Brit-szigeteken elterjedt yarrellii alfaj rendkívül ritka vendég, első bizonyított hazai előfordulását 2008. január 18-29. között Fertőújlakon regisztrálták. A vizes élőhelyeket kedveli.

## Alfajai
- európai barázdabillegető (Motacilla alba alba) – Európa, Kis-Ázsia és Grönland délnyugati része; ez az alapfaj, szürke dolmányú és farkcsíkú
- angol barázdabillegető (Motacilla alba yarrellii) – Brit-szigetek; dolmánya és farkcsíkja fekete
- marokkói barázdabillegető (Motacilla alba subpersonata) – Marokkó; fején több a fekete szín, mint az alapfajnál
- közép-ázsiai barázdabillegető (Motacilla alba personata) – Közép-Ázsiában, Irakban telel; feje és nyaka fekete, kivéve fehér homlokát és arcát
- perzsa barázdabillegető (Motacilla alba persica) – Irán
- indiai barázdabillegető (Motacilla alba dukhunensis) – a Délkelet-Szibéria Kaszpi-tengertől keletre, Kazahsztán, Üzbegisztán, Türkmenisztán, Pakisztán, India északi része
- bajkál barázdabillegető (Motacilla alba baicalensis) – Bajkál-tó vidéke, Mongólia
- Motacilla alba ocularis – Kelet-Szibéria és Alaszka
- kínai barázdabillegető (Motacilla alba leucopsis) – Kína, Korea, Tajvan, Japán

|  |  |  |  |

Korábban e faj alfajainak tartották az alábbi, ma már önálló fajként kezelt madarakat is:
- feketehátú billegető (Motacilla lugens) – Kelet-Kína, Korea és Kamcsatka
- palaszínű billegető (Motacilla grandis) – Japán
- kormos billegető (Motacilla madaraspatensis) – India
- özvegy billegető (Motacilla aguimp) – Kelet- és Dél-Afrika

## Megjelenése
Testhossza 18 centiméter, szárnyfesztávolsága 25–30 centiméter, testtömege 17–25 gramm. Felsőtestének színe szürke, torka, begye mellének felső részéig fekete, nyakának hátsó része és tarkója bársonyos feketék, szemsávja, a fej és a nyak oldala, valamint alsóteste fehér, miáltal a szárnyon két világos csík keletkezik. A középső farktollak feketék, a többiek fehérek. A tojó hasonló színezetű, de torokfoltja kisebb, fejrajzolata pedig szürkébb. A két ivar őszi tollazata abban különbözik a tavaszitól, hogy fekete torokfoltjuk jórészt eltűnik, azaz torkuk, begyük egy patkó alakú fekete sávtól eltekintve fehér. A fiatalokra a szürke és a barna szín a jellemző.

## Életmódja
A barázdabillegető nem kötődik túlzottan a vízhez, mégis szívesen él a part közelében. Emellett az alacsony növényzetű, nyílt terepet is kedveli. Ezért gyakran parkokban és kertekben, valamint útszéleken is megtalálható. Még a városok közepén is megél. Egyes madarak etetőhelyeket is felkeresnek, különösen kora tavasszal, amikor szűkösen akad táplálék. A felnőtt hím hevesen védelmezi területét a betolakodókkal szemben. Előfordul, hogy a madár egy fiatalabb hím segítségét is igénybe veszi területe védelmezésénél, de csak akkor, ha területének védelme fontosabb számára, mint hogy minden elérhető táplálékot ő maga szerezzen meg. Ez a territoriális viselkedés különösen a költési időszakban mutatkozik meg. Máskor a barázdabillegetők békésen megvannak egymás mellett. Alvóhelyeiket a nedves területek növényzetében, bokrokban, padlásokon, sőt, néha üvegházakban alakítják ki. Arra is akad példa, hogy a barázdabillegetők fűtött épületben, például kórházakban vagy gyárcsarnokokban telelnek át. 

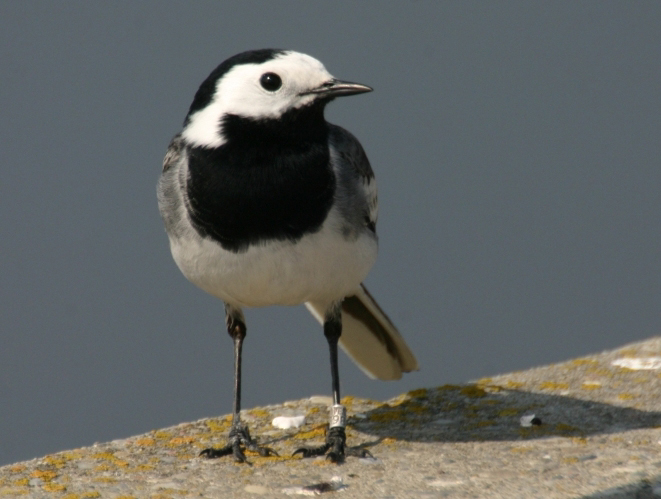

## Szaporodása
Növényi anyagokból csésze alakú fészket épít, melyet tollakkal és fűszálakkal bélel ki. Fészekalja 5–6 tojásból áll, melyen 12–13 napig kotlik. A fiókák 14–15 napig maradnak a fészekben.
|  |  |